# Cucurrucucú paloma

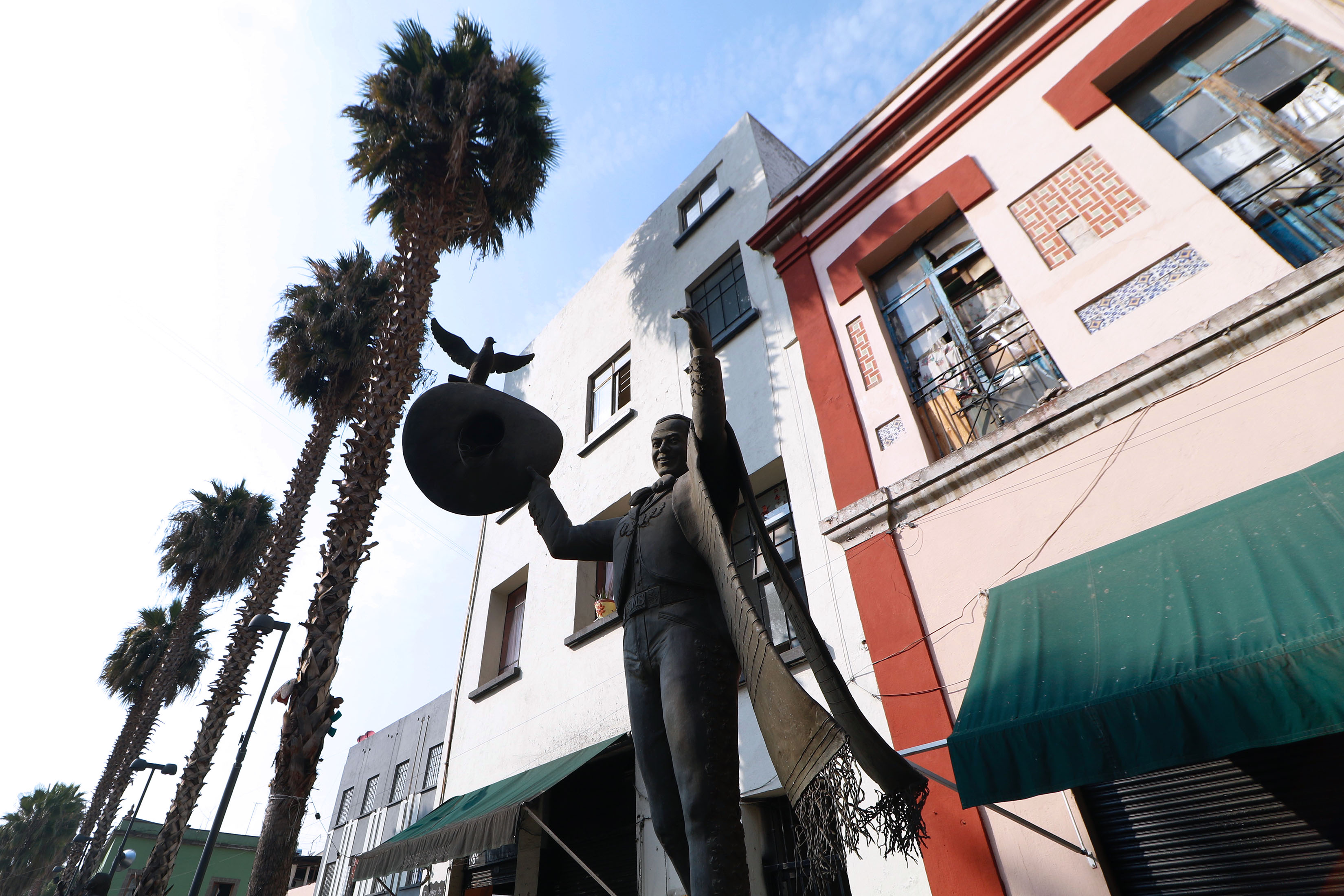
Denkmal Tomás Méndez’ mit Taube im Paseo de los Ídolos de la Música Mexicana neben der Plaza Garibaldi in Mexiko-Stadt

Cucurrucucú paloma ist ein spanischsprachiges Lied, ursprünglich im Huapango-Stil der Mariachi-Musik Mexikos. Es wurde von Tomás Méndez (1927–1995) im Jahre 1954 komponiert.

## Inhalt
Das zweistrophige Lied beschreibt in der ersten Strophe einen Mann, der sich nach seiner verstorbenen Geliebten verzehrt und seine schlaflosen Nächte nurmehr weinend und trinkend verbringt. Er leidet so sehr wegen seiner Geliebten, dass selbst der Himmel wegen seiner Schreie erbebt. Der erste Refrain stellt mit Ay ay ay ay die Rufe des Mannes nach und endet mit der Feststellung, dass er an seiner tödlichen Leidenschaft verstarb. 
In der zweiten Strophe geht es um eine Taube (paloma), von der die Leute überzeugt sind, dass sie nichts anderes sei als die Seele jenes unglücklich Verliebten, welche fortan bei dem leeren Häuschen singe, immer noch in Erwartung der Rückkehr der Geliebten. Der nächste Refrain gibt mit dem titelgebenden Cucurrucucú onomatopoetisch das Gurren einer Taube wieder und schließt mit der Feststellung, dass Steine nichts von der Liebe wissen. Das Lied endet nach dreimaliger Wiederholung des Cucurrucucú mit der Aufforderung, nicht länger um den Sänger zu weinen.

## Filmmusik
Zuerst wurde es 1954 von Pedro Infante im mexikanischen Spielfilm Escuela de vagabundos („Schule der Vagabunden“)  gesungen. Das Lied war zudem 1965 im nach dem Lied benannten Film Cucurrucú Paloma zu hören, gesungen von der Sängerin und Hauptdarstellerin Lola Beltrán in der Rolle der Paloma Méndez. 2002 wurde es in einer Version des brasilianischen Sängers Caetano Veloso als Filmmusik im Film Sprich mit ihr (Hable con ella) von Pedro Almodóvar verwendet. Weiterhin wird es in den Filmen Le Magnifique – ich bin der Größte, El Perdido, Happy Together, Ein fürsorglicher Sohn, Fast verheiratet, Moonlight und Buddy Buddy verwendet.

## Weitere Versionen
Neben den genannten Versionen existieren Aufnahmen von Harry Belafonte (1956), Luis Miguel, Rocío Dúrcal, Perry Como, Freddy Quinn, Heino, Miguel Aceves Mejía, Hibari Misora, Gaby Moreno, Nana Mouskouri, Julio Iglesias, Shirley Kwan, Lila Downs, Joan Baez, Rosemary Clooney, Sílvia Pérez Cruz, The Del Rubio Triplets, Natalia Lafourcade und Juan Diego Flórez.